# جهنده‌خرگوشان
جهنده‌خرگوشان (نام علمی: Pedetidae) نام یک تیره از زیرراسته دم‌پولکی‌شکلان است.